# A31高速公路
法国A31高速公路是法国的一条高速公路，起于法国与卢森堡的边界，止于博讷，与A6高速相接。本高速的北段到图勒不收费，南段为收费道路。A31将梅斯、南锡和第戎等主要城市相连，在节假日期间由于来自比利时、荷兰、卢森堡以及德国到法国南部度假的旅客巨大而车流量大。A31也称为洛林-勃艮第高速公路。

## 未来发展
由于A31的交通拥堵情况时有发生，有计划建设A32高速公路减轻负担。但由于反对者的激烈反对，此方案尚未实行。